# Малыко
Малыко — река в Приуральском районе Ямало-Ненецкого АО. Правый приток реки Щучья.

## География
Река Малыко берёт начало на северо-восточном склоне массива Сэмкев. Течёт на северо-восток, после слияния с Еснгытаркой поворачивает на восток.
Устье реки находится в 379 км от устья реки Щучья по правому берегу. Длина реки составляет 20 км.
Притоки: Еснгытарка (левый) и Еснгыяха (правый).

## Данные водного реестра
По данным государственного водного реестра России относится к Нижнеобскому бассейновому округу, водохозяйственный участок реки — Обь от города Салехард и до устья, речной подбассейн реки — бассейны притоков Оби ниже впадения Северной Сосьвы. Речной бассейн реки — (Нижняя) Обь от впадения Иртыша.
Код объекта в государственном водном реестре — 15020300212115300034302.